# Obbe Norbruis
Obbe Norbruis (Minnertsga, 28 februari 1895 – Almelo, 3 april 1970) was een Nederlandse burgemeester. Hij was lid van de ARP.

## Loopbaan
Obbe werd geboren als zoon van arbeider Jan Norbruis en Gaatske de Roos.  Ze woonden een tijdje bij de ouders van Jan thuis, die cichoreibrander was. Hij volgde een opleiding tot onderwijzer en huwde op 27 september 1916 met onderwijzeres Trijntje Keegstra te Ulrum.  Hierna vertrokken ze naar Zuidlaren. In 1918 vertrokken ze naar Hoogeveen, waar Obbe ging werken als ambtenaar bij de gemeente. Na korte verblijven in Ermelo en Witmarsum, vestigde het gezin zich in 1922 in Schoonebeek, waar Norbruis werd benoemd tot burgemeester. 
In juli 1935 volgde zijn benoeming tot burgemeester van Zuilen. In de oorlogswinter werd hij vervangen door een NSB-burgemeester maar na de zuivering kon hij terugkomen. Op 1 januari 1954 kwam er een eind aan zijn loopbaan als burgemeester, doordat de gemeente Zuilen opging in Utrecht en Maarssen. Hierna was hij gedurende vijf jaar adviseur van de Utrechtse burgemeester Coen de Ranitz. Ook werd hij voorzitter van het Instituut Ziektekosten Ambtenaren en van het bestuur van de brandweerschool in Amsterdam.
Norbruis stierf op 3 april 1970 en ligt begraven op de Algemene Begraafplaats Schoonebeek.

## Genealogie
Obbe Norbruis is de overgrootvader van schrijver, tv-presentator en cabaretier Arjen Lubach.

## Vernoeming
In Schoonebeek en Zuilen zijn straten naar hem vernoemd, in Schoonebeek de Norbruislaan en in Zuilen de Burgemeester Norbruislaan.

## Afbeeldingen

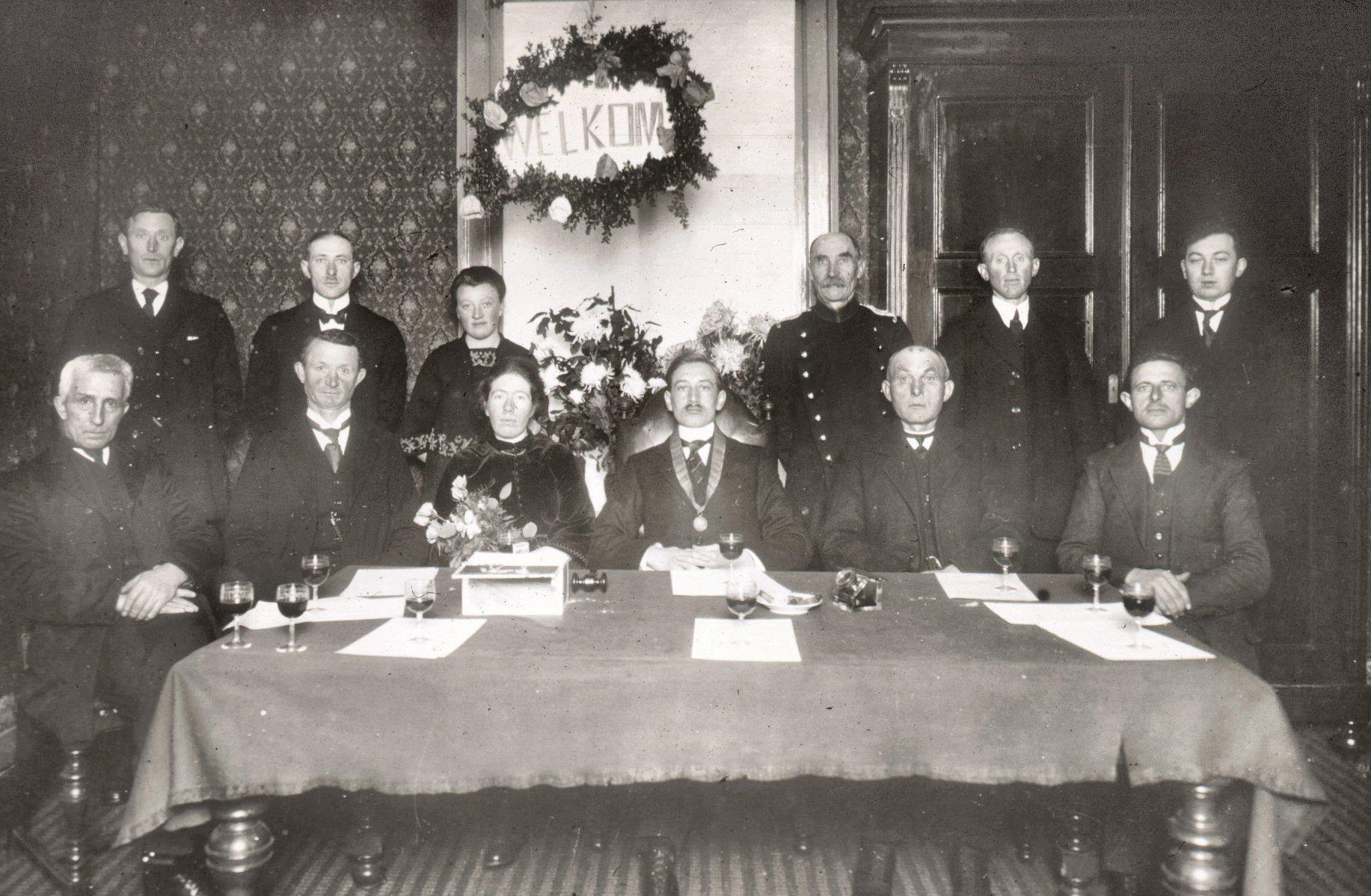
Installatie als burgemeester van Schoonebeek in 1925
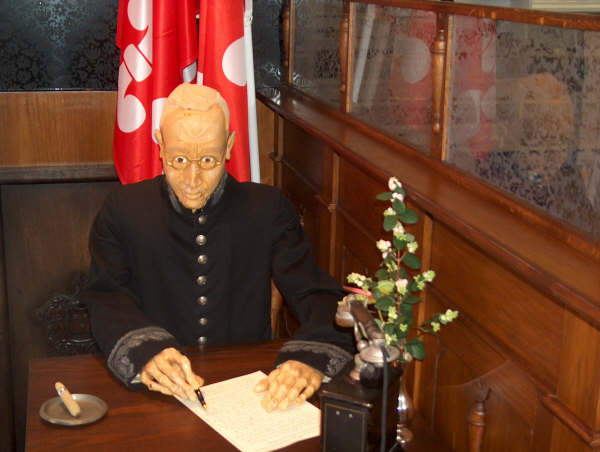
Houten pop met origineel kostuum en attributen van Norbruis
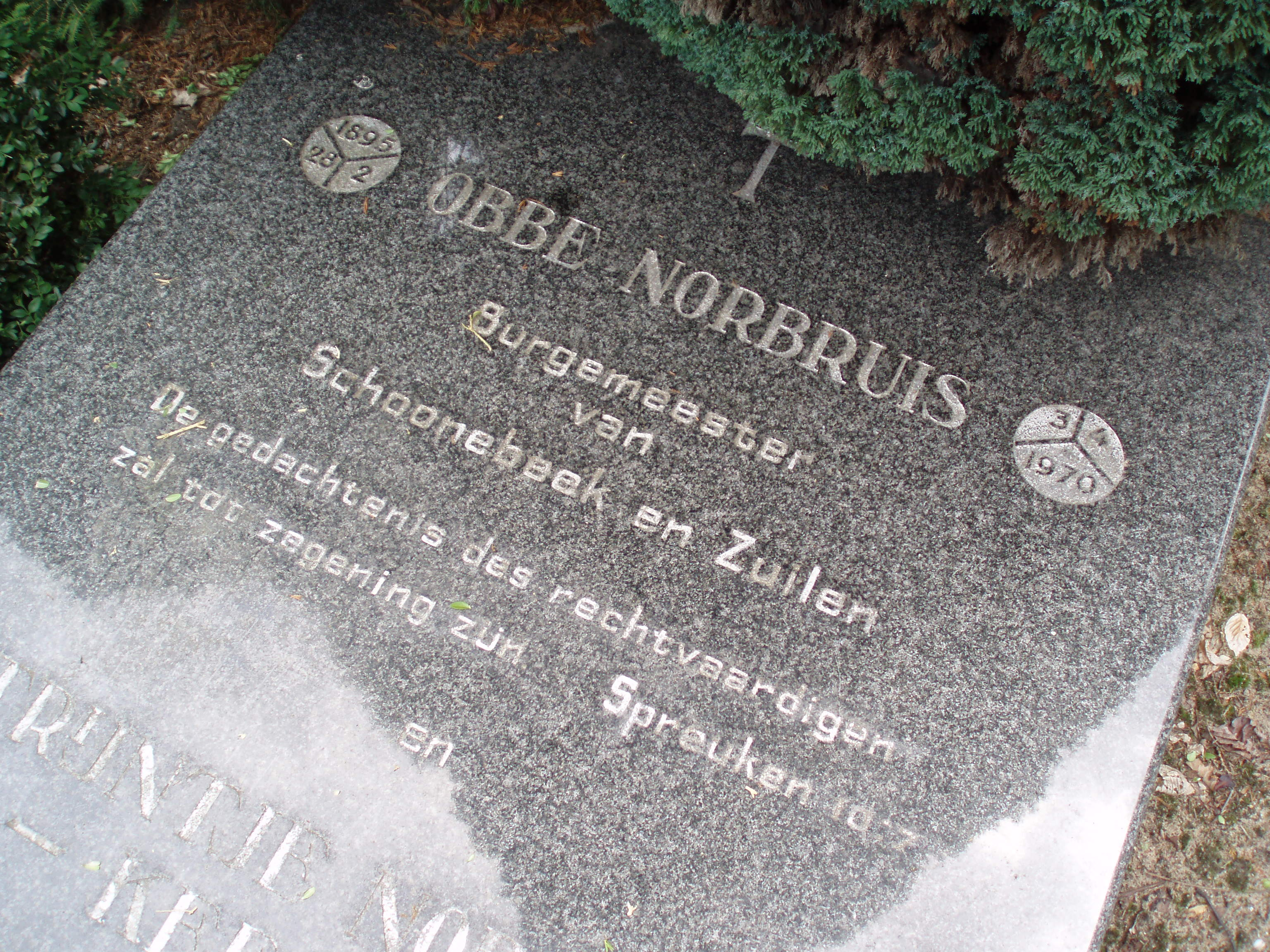
Graf op de Algemene Begraafplaats Schoonebeek